# Kontroverspredikningar
Kontroverspredikningar var predikningar som förr hölls inom den romersk-katolska kyrkan. De hölls på bestämda dagar i syfte att bekämpa andra bekännelsers trosläror.